# Padrí
|  | No s'ha de confondre amb Padri. |

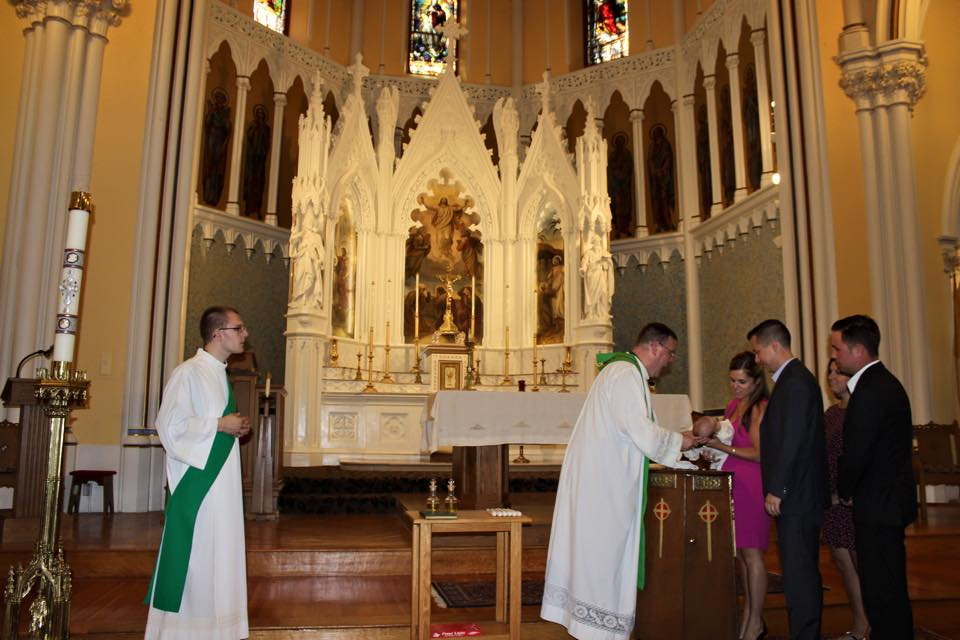
Un nen és batejat davant de l'altar principal de l'església de Santa Maria a Dedham, MA, amb un diaca, un sacerdot, pares i padrins.

La figura del padrí està documentada en els inicis del cristianisme. L'església catòlica demana que qualsevol nadó que s'hagi de batejar sigui apadrinat, com a mínim, per una persona. Per norma general són dues persones: parents del nadó o amics dels pares, que actuen en l'acte del baptisme com a testimonis del primer i principal dels sagraments dels cristians.
En els inicis la comesa del padrí era ben diferent a l'actual. Per començar el seu nom en llatí era el de "sponsor" que vol dir avalador o fiador. El sponsor era el que avalava la formació cristiana dels neo-batejats. Era preguntat pel bisbe si els neòfits havien rebut la corresponent instrucció cristiana. Si se'ls havia instruït en els profetes, en els salms, en l'evangeli i les cartes dels apòstols. Com que per norma, en els inicis del cristianisme, es batejaven tota la família de cop: pares, fills, parents i servidors... rebien la instrucció prèvia i a continuació se'ls batejava, sempre submergits en un corrent d'aigua clara.
El padrí actual és el que "garanteix" que els nadons rebran els regals de reis i la mona de pasqua, però legalment, el que signen i afirmen, preguntats pel celebrant (bisbe, prevere o diaca) és si estan disposats a ajudar els pares en la formació cristiana dels seus fills. A Mallorca i en algunes parts de Catalunya, per la tradició d'honrar els propis pares amb aquest lloc per als fills, s'ha acabat dient padrí com a sinònim d'avi.

## Cristianisme

### Orígens i història

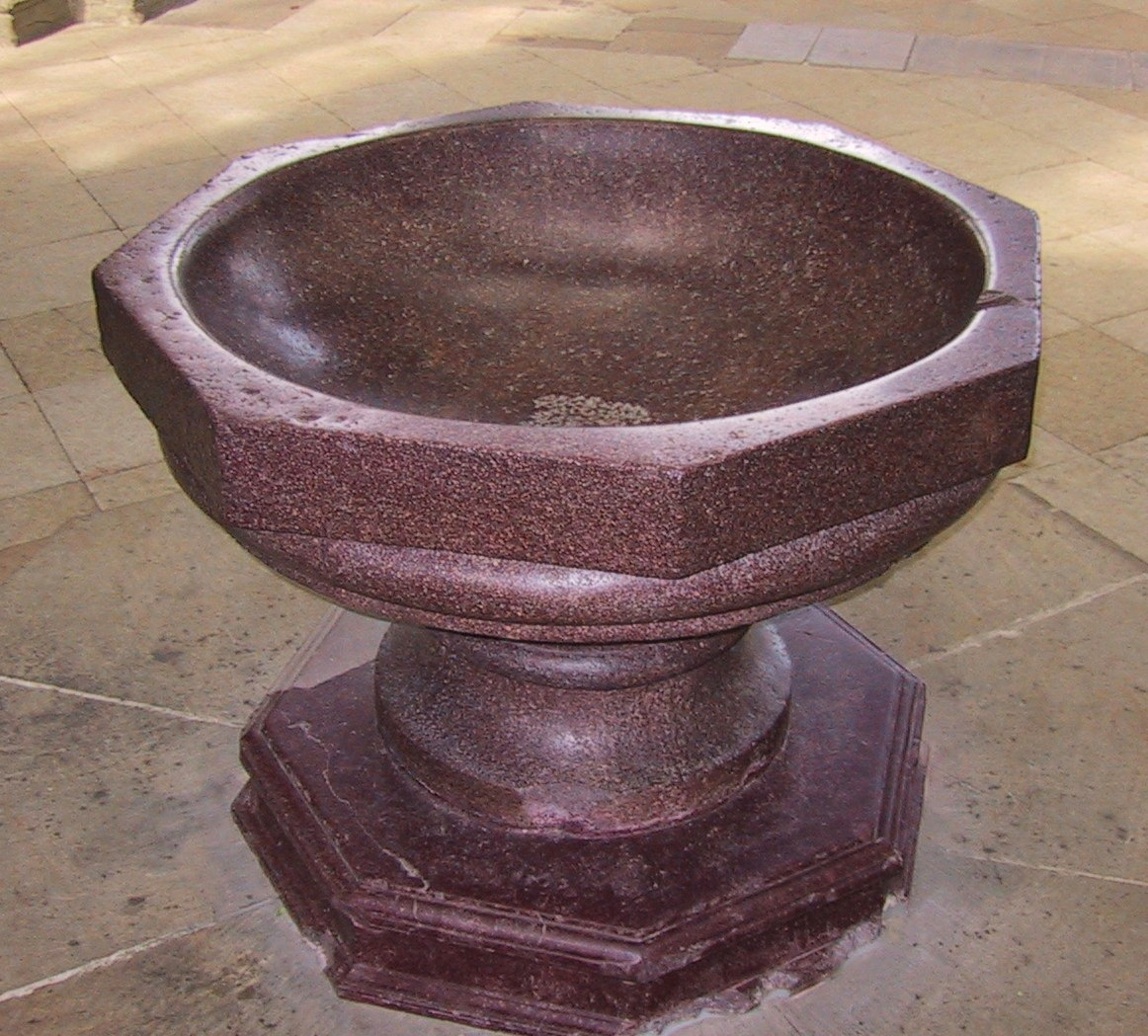
La fonta baptismal a la Catedral de Magdeburg

Ja al segle II AD, el bateig infantil havia començat a guanyar acceptació entre els cristians catòlics per a la purificació espiritual i la iniciació social dels infants.
Normalment, aquests padrins eren els pares naturals d'un nen, com subratlla l'any 408 St. Augustí que va suggerir que podrien, sembla excepcional, ser altres individus. En un segle, el Corpus Juris Civilis indica que els pares havien estat substituïts en aquest paper gairebé completament. Això es va aclarir l'any 813 quan el Sínode de Magúncia va prohibir que els pares naturals actuessin com a padrins dels seus propis fills.
Al segle v, els patrocinadors masculins eren coneguts com a "pares espirituals", i a finals del segle VI, se'ls referia com a "comaters" i "comaters", cosa que suggereix que aquests eren considerats com a pares espirituals. Aquest patró va estar marcat per la creació de barreres legals al matrimoni que anaven paral·leles a les d'altres formes de parentiu. Un decret de Justinià, datat de l'any 530, prohibia el matrimoni entre un padrí i la seva fillola, i aquestes barreres es van continuar multiplicant fins al segle XI, prohibint el matrimoni entre pares naturals i espirituals, o els relacionats directament amb ells. A mesura que la confirmació va sorgir com un ritu separat del baptisme a partir del segle VIII, també va sorgir un segon conjunt de patrocinadors, amb prohibicions semblants. L'extensió exacta d'aquestes relacions espirituals com a impediment al matrimoni en el catolicisme no estava clara fins al Concili de Trento, que la limitava a les relacions entre els padrins, el nen i els pares.

#### Durant la Reforma
Luter, Zwingli i Calvin van preservar el baptisme infantil contra els atacs dels reformadors més radicals, inclosos els anabaptistes, i amb ell, els patrocinadors a bateig. No obstant això, Luter es va oposar fermament a les barreres matrimonials que va crear, Zwinglio va subratllar el paper dels pares i els pastors, en lloc dels "testimonis", en la instrucció religiosa, i Calví i els seus seguidors acostumaven a preferir els patrocinadors siguin els pares naturals. Un sol padrí va ser retingut en el baptisme a Ginebra i entre els calvinistes francesos, però alguns seguidors de Calví, sobretot a Escòcia i, finalment, les colònies angleses a Amèrica, els van rebutjar del tot.
L'obligació habitual dels padrins per als catòlics romans (almenys a Escòcia) es va afirmar a Of the praying in Latine de Nicol Burne (1581) amb relació a les oracions públiques llatines a l'església:
| «                                          | ...si algú prega en una altra llengua (és a dir, que no sigui la seva), també és convenient que entengui com a mínim el significat de les paraules. Per això, a l'església catòlica, els pares o padrins estan obligats a aprendre (és a dir, a assegurar-se d'haver après) a qui tenien en el baptisme les formes d'oració i de creença, i instruir-los prou en això, perquè entenguin el mateix. : | » |
| — Of the praying in Latine de Nicol Burne, | |   |

#### Nombre de padrins
A l'església primitiva, sembla que un padrí era la norma, però a la primera edat mitjana sembla que n'hi havia dos, un de cada sexe, i aquesta pràctica s'ha mantingut en gran part a l'cristianisme ortodox. L'any 888, el Concili Catòlic de Metz va intentar limitar el nombre a un, però sembla que la proliferació va continuar. A l'Espanya de principis del segle XIV s'escollien fins a 20 padrins. A Anglaterra, el Sínode de Worcester (1240) estipulava tres patrocinadors (dos del mateix sexe i un de contrari), i això s'ha mantingut com a norma a l'Església d'Anglaterra. El Concili de Trento va intentar limitar el nombre de padrins a un o dos, però la pràctica ha estat diferent al món catòlic.

### Pràctiques modernes

#### Comunió Anglicana
L'Església d'Anglaterra, l'Església mare de la Comunió Anglicana, va retenir els padrins en el baptisme, eliminant formalment les barreres matrimonials el 1540, però la qüestió del paper i l'estatus dels padrins va continuar essen debatut a l'Església anglesa. Van ser abolits el 1644 pel Directory of Public Culte promulgat pel règim parlamentari de la Guerra Civil Anglesa, però es va continuar utilitzant en algunes parròquies del nord d'Anglaterra. Després de la Restauració el 1660, van ser reintroduïts a l'anglicanisme, amb objeccions ocasionals, però gairebé totes les esglésies dissidents van abandonar. Hi ha algunes evidències que la institució restaurada havia perdut part de la seva importància social així com de la seva universalitat.
En l'actualitat, a l'Església d'Anglaterra, els familiars poden representar-se com a padrins, i encara que no és clar que els pares puguin ser padrins, de vegades ho són. Els padrins han de ser batejats i confirmats (tot i que no és clar en quina Església), però es pot renunciar al requisit de confirmació. No hi ha cap requisit que els clergues bategen els de fora de les seves parròquies, i el bateig es pot retardar raonablement perquè es puguin complir les condicions, inclosos els padrins adequats. Com a resultat, el clergat individual té una discreció considerable sobre les qualificacions dels padrins. Molts "ritus anglicans contemporanis també requereixen pares". i els padrins que responguin en nom dels candidats [baptistes] infantils."

#### Esglésies luteranes
Els luterans segueixen una teologia dels padrins semblant a la dels catòlics romans. Creuen que els padrins "ajuden els fills amb la seva educació cristiana, sobretot si han de perdre els seus pares". Els luterans, com els catòlics romans, creuen que un padrí ha de ser cristià batejat i confirmat. Alguns luterans també segueixen la tradició catòlica romana que un cristià que és no afiliat a la denominació luterana pot servir com a testimoni en lloc de padrí.

#### Església Metodista
El Llibre de Disciplina estipula que és el deure d'un padrí, també conegut com a patrocinador, "proporcionar una formació als fills de l'Església al llarg de la seva infància que els condueixi a un compromís personal amb Jesucrist com a Senyor i Salvador, amb la comprensió de la fe cristiana i amb l'apreciació dels privilegis i obligacions del baptisme i la pertinença (¶ 225.4)." John Wesley, el fundador de l'Església Metodista, va escriure una homilia titulada "Pensaments seriosos sobre padrins i padrines" en la qual afirmava que els padrins són "pares espirituals dels batejats, ja siguin infants o adults; i s'esperava que proporcionessin qualsevol ajuda espiritual que faltava, ja sigui per la mort o la negligència dels pares naturals." Va descriure el paper dels padrins i va indicar que haurien de cridar al seu fillol "per escoltar sermons i proporcionar-li que pugui aprendre el Credo, el Parenostre i els Deu Manaments, i tot altres coses que un cristià hauria de saber i creure per a la salut de la seva ànima; i que aquest nen sigui criat virtuosament, per portar una vida piadosa i cristiana." Com a tal, el Book of Worship estableix que els padrins/patrocinadors han de ser "seleccionats amb cura" i "han de ser membres de la santa Església de Crist; i és el deure dels pastors instruir-los sobre la importància de la Santa Església. El baptisme, les seves responsabilitats per a la formació cristiana del nen batejat i com es poden complir aquestes obligacions."

#### Església Ortodoxa
La institució ortodoxa de la padrinitat ha estat la menys afectada de les principals tradicions pel canvi. En algunes esglésies ortodoxes (Serbi, Grec) sol ser el millor home (kum, кум, koumbaros) o la dama d'honor (kuma, кума, koumbara) en l'acte de noces d'una parella. com a padrí del primer o de tots els fills del matrimoni. En alguns casos, el padrí és responsable de posar el nom del nen. Un padrí d'un nen actuarà com a padri en el casament del nen. S'espera que els padrins estiguin en bon estat a l'església ortodoxa, incloses les seves decisions sobre divorcis, i conscients del significat i les responsabilitats del seu paper.

#### Esglésies reformades
A la tradició reformada que inclou les esglésies continental reformada, congregacionalista i presbiteriana, els padrins es coneixen més sovint com a patrocinadors, que tenen el paper de estar amb el nen durant el bateig del nadó i prometre-li instruir el nen en la fe. A la litúrgia baptismal de la Ginebra reformada, "es va mantenir la presència tradicional dels padrins". Joan Calví, el progenitor de la tradició reformada, ell mateix va servir com a padrí durant quaranta-set batejos. L'Església reformada de Ginebra, per tal de garantir l'ortodòxia confessional, "esperava que els pares escollissin els padrins reformats". Avui dia, moltes esglésies reformades conviden als pares a seleccionar padrins per al seu futur neòfit, mentre que altres parròquies confien aquesta responsabilitat a tota la congregació.

### En el catolicisme

#### Orígens
Cap al segle ii, el baptisme es considerava principalment com una cerimònia per a la purificació i iniciació social dels nens. El requisit per a la confessió de fe requeria la presència d'adults que actuaven com a garants del nen. Pronunciaven la confessió de fe del seu representat i en garantia l'educació espiritual. Normalment aquests garants eren els pares naturals del nen, com cap a l'any 408 emfatitzava San Agustí que suggeria que, excepcionalment, podien ser altres individus. El Corpus Iuris Civilis indica que en un segle aquest paper dels pares havia estat substituït per complet. El paper dels padrins va ser clarificat l'any 813 al Concili de Munic, que prohibia als pares naturals actuar com a padrins dels seus fills.
Cap al segle v, els padrins s'anomenaven "pares espirituals" i, a la fi del segle vi, se'ls anomenava "compaters" i "commaters", el que suggereix que se'ls considerava copares espirituals Aquesta pauta va estar marcada per la creació de barreres legals al matrimoni, paral·leles a les d'altres formes de parentiu. Un decret de Justinià, datat l'any 530, prohibia el matrimoni entre un padrí i la seva fillola, i aquestes barreres van continuar multiplicant-se fins al segle xi, prohibint el matrimoni entre els pares naturals i espirituals, o els directament relacionats amb ells. A partir de l'segle viii, quan la confirmació va sorgir com un ritu separat del baptisme, també va sorgir un segon conjunt de padrins, amb prohibicions similars. L'abast exacte d'aquestes relacions espirituals com a impediment per al matrimoni en el catolicisme no va estar clar fins al Concili de Trento, que el va limitar a les relacions entre els padrins, el nen i els pares.

#### Església Catòlica Romana

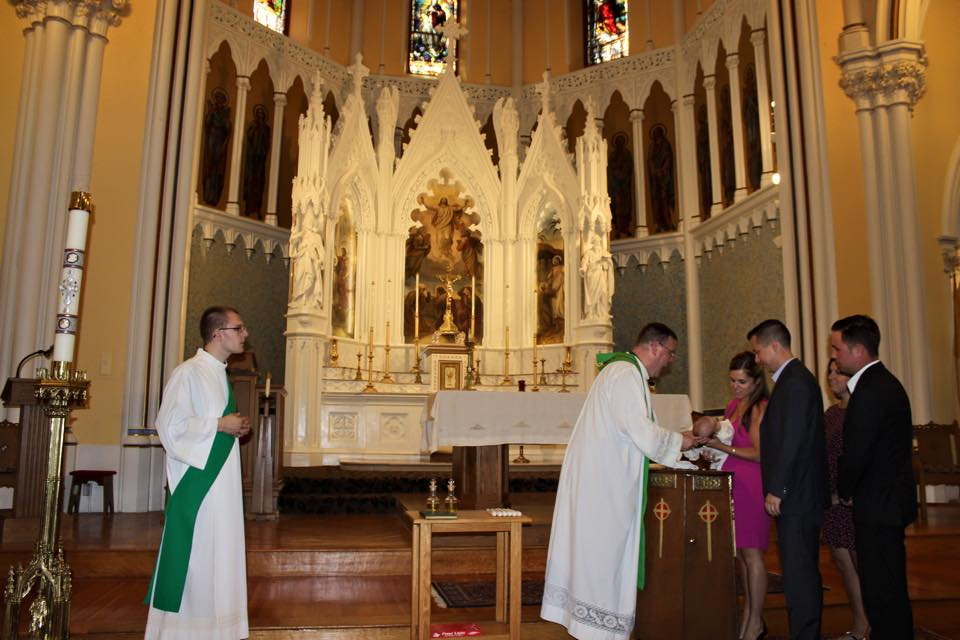
Un nen batejat amb els seus pares i padrins.

La institució catòlica de l'apadrinament va sobreviure a la Reforma Protestant en gran part sense canvis. Normalment, un padrí ha de ser una persona adequada, almenys setze anys d'edat, un catòlic confirmat que ha rebut l'eucaristia, sense cap pena canònica, i no pot ser el pare del nen. Algú que pertany a una altra església cristiana no pot convertir-se en padrí, però pot ser un "testimoni" juntament amb un patrocinador catòlic. Un testimoni no té cap paper religiós reconegut per l'Església.
El 2015, el Vaticà va declarar que els catòlics transgènere no poden convertir-se en padrins, afirmant en resposta a la pregunta d'un home transgènere que l'estatus transgènere "revela de manera pública una actitud oposada a l'imperatiu moral de resoldre el problema de la identitat sexual d'acord amb la veritat de la pròpia identitat sexual "sexualitat pròpia" i que, "per tant, és evident que aquesta persona no té el requisit de portar una vida segons la fe i en la posició de padrí i, per tant, no pot ser admesa a la posició de padrí o padrina".

## Tradicions no cristianes

### Humanisme
Els humanistes utilitzen el terme pare guia per a un concepte similar en aquesta visió del món.

### Tradicions xineses
Algunes comunitats xineses practiquen el costum de relacionar un nen amb un familiar o amic de la família que esdevé la padrina (yimu / ganma 義母/乾媽) o el padrí (yifu / gandie') '義父/乾爹). Aquesta pràctica és en gran part de naturalesa no religiosa, però es fa habitualment per enfortir llaços o per complir el desig d'un adult sense fills de tenir un "fill/filla". En la majoria de les circumstàncies, es selecciona un dia propici en el qual té lloc una cerimònia, en què el fillol presenta els seus respectes al seu nou padrí o padrina en presència de familiars o amics.

### Kirvelik
En algunes parts de Turquia, principalment a les regions orientals de majoria kurda, existeix una mena de relació de parentesc fictici anomenada kirvelik relacionada amb el ritual islàmic. de circumcisió. L'home que té un nen masculí que està sent circumcidat es converteix en el kirve del nen; al mateix temps, el kirve i els pares del nen esdevenen kirves en relació entre ells. Kirvelik ve amb deures, responsabilitats i tradicions particulars. S'ha comparat amb compadrazgo a Llatinoamèrica i kumstvo als Balcans.